# كارل مولر (مجدف سويسري)
كارل مولر (الألمانية السويسرية الموحدة: Karl Müller) هو مجدف سويسري، (و. 1912  م).

## وصلات خارجية
- كارل مولر على موقع الاتحاد الدولي للتجديف (الإنجليزية)
- كارل مولر على موقع اللجنة الأولمبية الدولية (الإنجليزية)
- كارل مولر على موقع أوليمبيديا (الإنجليزية)